# Vaszar
Vaszar è un comune dell'Ungheria di 1.624 abitanti (dati 2001). È situato nella contea di Veszprém.